# Bellmont (Illinois)
Bellmont è un villaggio degli Stati Uniti d'America, situato nello Stato dell'Illinois, nella contea di Wabash.